# Tom Vandergriff

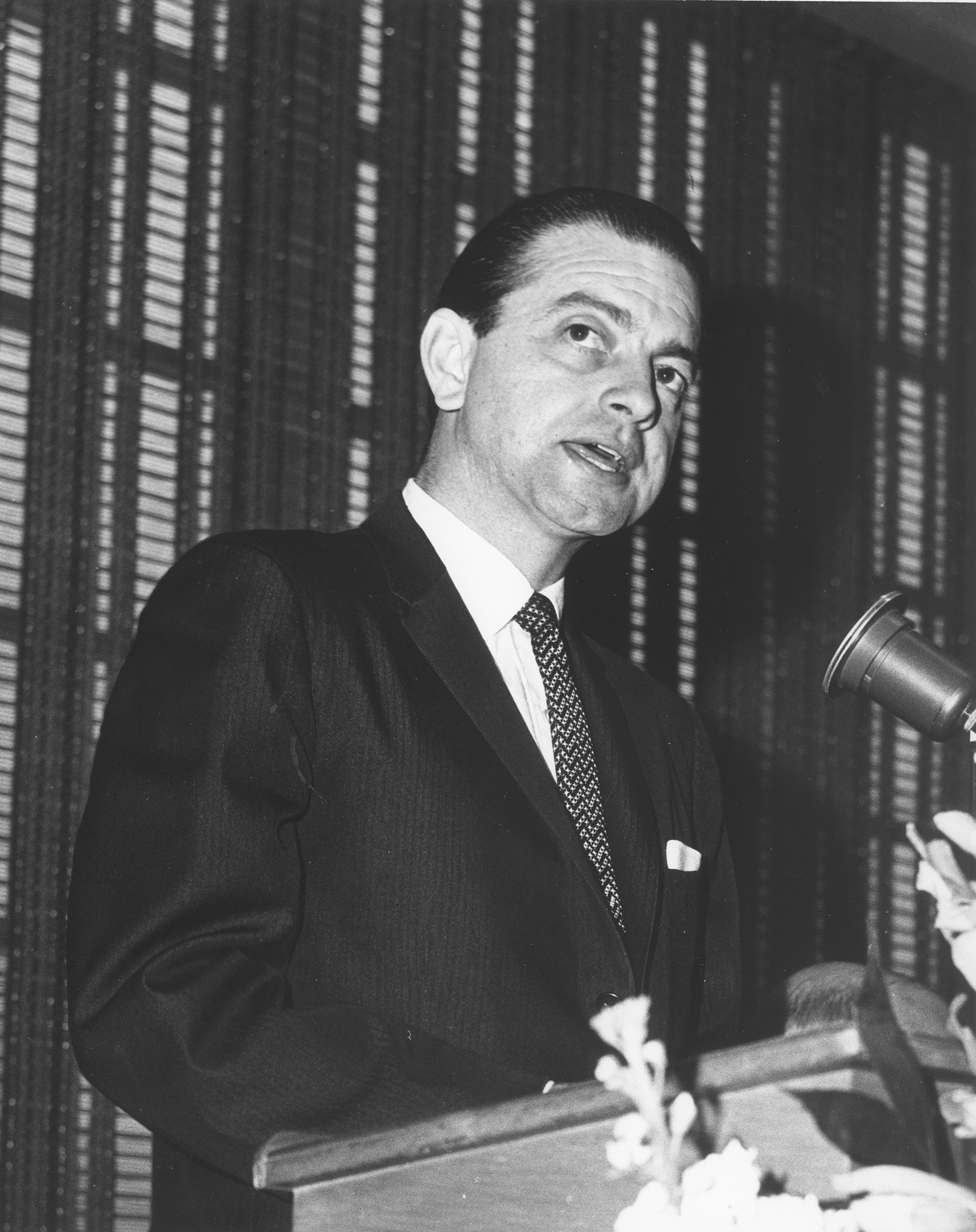
Tom Vandergriff (1959)

Tommy „Tom“ Joe Vandergriff (* 29. Januar 1926 in Carrollton, Dallas County, Texas; † 30. Dezember 2010 in Fort Worth, Texas) war ein US-amerikanischer Politiker der Demokratischen Partei, der 26 Jahre lang Bürgermeister von Arlington war und für eine zweijährige Legislaturperiode den Bundesstaat Texas im US-Repräsentantenhaus vertrat.

## Leben
Nach dem Besuch von Schulen in Carrollton und Arlington absolvierte Vandergriff ein Studium an der University of Southern California in Los Angeles, welches er 1947 mit einem Bachelor of Arts (B.A.) abschloss. Im Anschluss war er als Autohändler und Versicherungsvermittler tätig.
1951 begann er seine politische Laufbahn, als er als Kandidat der Demokratischen Partei erstmals zum Bürgermeister von Arlington gewählt wurde und dieses Amt 26 Jahre lang bis 1977 bekleidete. Während seiner Amtszeit wuchs die Bevölkerungszahl der Stadt von 8000 Einwohnern auf 120.000 Einwohner, insbesondere aufgrund der 1954 erfolgten Ansiedlung eines Automobilwerkes von General Motors. Am 23. April 1965 wurde das bisherige Arlington State College in das University of Texas System aufgenommen und führt seit 1967 den heutigen Namen University of Texas at Arlington. Zwischen 1972 und 2005 wuchs die Zahl der eingeschriebenen Studenten von 14.000 auf mehr als 25.000. Darüber hinaus kam es 1972 zur Übernahme der Texas Rangers, einem Major-League-Baseball-Team, das heute im Rangers Ballpark in Arlington spielt.
Bei den Kongresswahlen im November 1982 wurde Vandergriff zum Abgeordneten in das US-Repräsentantenhaus gewählt und vertrat in diesem vom 3. Januar 1983 bis zum 3. Januar 1985 den neugeschaffenen 26. Kongresswahlbezirk von Texas. Bei den Kongresswahlen im November 1984 erlitt er eine Niederlage gegen seinen republikanischen Herausforderer Dick Armey und schied damit nach nur einer Legislaturperiode wieder aus dem US-Repräsentantenhaus aus.
Im Anschluss nahm er seine Tätigkeit als Automobilhändler wieder auf, ehe er zwischen 1991 und 2007 – nunmehr seit 1990 als Mitglied der Republikanischen Partei – Richter am Bezirksgericht von Tarrant County war.